# اسخؤن‌روورد
اسخؤن‌روورد (به هلندی: Schoonrewoerd) یک منطقهٔ مسکونی در هلند است که در لیردام واقع شده‌است. اسخؤن‌روورد ۱٬۶۰۰ نفر جمعیت دارد.